# Antiséptico

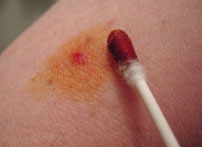
Una solución antiséptica de yodo aplicada en una herida.

Los antisépticos (del griego anti, contra, y sépticos, putrefactivo) son sustancias antimicrobianas que se aplican a un tejido vivo o sobre la piel para reducir la posibilidad de infección, sepsis o putrefacción. Deben distinguirse de los antibióticos, que destruyen microorganismos en el cuerpo, y de los desinfectantes, que destruyen microorganismos existentes en objetos no vivos. Algunos antisépticos son auténticos germicidas, capaces de destruir microbios (bactericidas), mientras que otros son bacteriostáticos y solamente previenen o inhiben su crecimiento.
El peróxido de hidrógeno y el yodo son antisépticos.

## Características de los antisépticos
Entre las características más comunes de los antisépticos (y desinfectantes) se encuentran:
- Amplio espectro
- Poder germicida
- Excelente penetración
- Selectividad de acción
- Efecto rápido y duradero

- Actividad en presencia de líquidos y material orgánico.

## Funcionamiento
Para que sea posible el desarrollo de las bacterias debe haber cierta provisión de alimento, humedad, en muchos casos oxígeno, y una temperatura mínima (véase bacteriología). Estas condiciones han sido especialmente estudiadas y aplicadas en relación con la conservación de los alimentos y la antigua práctica del embalsamamiento de cadáveres, que es el más antiguo ejemplo del uso sistemático de antisépticos.
En las primeras investigaciones un punto fundamental era la prevención de la putrefacción, y las investigaciones se dirigían a determinar qué cantidad de un agente debía añadirse a una solución dada para que las bacterias presentes accidentalmente no prosperaran. Pero por varias razones este era un método inexacto, y hoy en día un antiséptico es valorado por sus efectos sobre cultivos puros de microbios patogénicos determinados, y sobre sus formas vegetativas y esporas. Su estandarización se ha llevado a cabo de varias maneras, y actualmente se toma una solución acuosa de fenol de una fuerza determinada como el estándar con el cual se comparan los otros antisépticos.
Los agentes químicos afectan a los microorganismos mediante 5 mecanismos de acción:
1. Desnaturalización de proteínas
2. Rotura de pared celular
3. Eliminación de grupos sulfhidrilos
4. Antagonista químico
5. Oxidación

## Ejemplos
- JabonesLos jabones se dividen en dos grupos en función de su composición (véase saponificación). Se conocen como jabones duros los que tienen como base una sal sódica (ácido graso + sodio), resultan útiles para la supresión mecánica de las bacterias en la piel y se preparan en concentración 1:100 a 1:1000. Se conocen como jabones blandos a los que tienen como base una sal potásica (ácido graso + potasio) y actúan sobre la membrana celular bacteriana. Dependiendo de la composición del ácido graso tenemos que los jabones con ácidos grasos saturados son útiles contra bacterias gram-negativas mientras que los jabones con ácidos grasos insaturados son útiles contra las bacterias gram-positivas.[1]

- AlcoholesLos usados más habitualmente son etanol (60-90 %), propan-1-ol (60-70 %) y propan-2-ol/isopropanol (70-80 %) o mezclas de estos alcoholes. Generalmente se les denomina "alcohol quirúrgico". Se usan para desinfectar la piel antes de aplicar una inyección, a menudo junto con yodina (tintura de yodo) o algún surfactante catiónico (cloruro de benzalconio 0,05-0,5 %, clorhexidina 0,2-4,0 % o dihidrocloruro de octenidina 0,1-2,0 %).

El alcohol etílico al 70 % destruye el 90 % de las bacterias en dos minutos. El alcohol isopropílico es más potente que el etílico, aunque provoca vasodilatación por lo que puede provocar hemorragias excesivas. Es bueno acotar que el alcohol etílico usado con este propósito viene mezclado con aditivos como el cloruro de benzalconio para evitar que sea ingerido.
- Compuestos de amonio cuaternarioTambién conocidos como Quats o QAC's, comprenden las sustancias químicas cloruro de benzalconio (BAC), bromuro de cetil trimetilamonio (CTMB), cloruro de cetilpiridinio (Cetrim), cloruro de cetilpiridinio (CPC) y cloruro de bencetonio (BZT). El cloruro de benzalconio se usa en algunos desinfectantes preoperatorios de la piel (concentración del 0,05 - 0,5 %) y toallitas antisépticas. La actividad antimicrobiana de los Quats se inactiva por los surfactantes aniónicos, como los jabones. Otros desinfectantes relacionados son la clorhexidina y la octenidina.

- Ácido bóricoSe usa en supositorios de aplicación intravaginal para el tratamiento de las infecciones vaginales por hongos, en colirios, y como antiviral para reducir la duración de los resfriados. Ingrediente de cremas para quemaduras. También es frecuente en cantidad ínfima en soluciones para lentes de contacto. Aunque es popularmente conocido como antiséptico, en realidad se trata de un fluido calmante, y las bacterias crecen sin problemas en contacto con él.

- Gluconato de clorhexidinaUn derivado de la biguanidina, usado en concentraciones de 0,5 al 4 % solo, o en menor concentración combinado con otros compuestos, como alcoholes. Se usa como antiséptico en la piel y para tratar inflamaciones de las encías (gingivitis). Su acción microbicida es algo lenta, pero continuada. Es un surfactante catiónico, similar a los Quats.

- Peróxido de hidrógenoTambién llamado agua oxigenada, se usa como solución al 3 % (10 volúmenes) para limpiar y desodorizar heridas y úlceras. Las soluciones de peróxido de hidrógeno al uno o al dos por ciento se usan generalmente en el hogar como cura básica para rasguños, etc. Sin embargo, esta forma menos potente no se recomienda para el cuidado típico de las heridas ya que la fuerte oxidización provoca la formación de cicatrices e incrementa el tiempo de curación. Una ligera limpieza con un jabón suave y agua, o enjuagar el rasguño con suero fisiológico es una opción mejor.

- YodoNormalmente se usa en una solución alcohólica (llamada tintura de yodo) o en la solución de Lugol como antiséptico pre- y posoperatorio. No se recomienda para desinfectar heridas menores porque induce la formación de cicatrices e incrementa el tiempo de curación, también manchan la piel y pueden generar hipersensibilidad, causar irritación o quemaduras. Una ligera limpieza con un jabón suave y agua, o enjuagar el rasguño con suero fisiológico es una opción mejor. Los nuevos antisépticos con yodo contienen yodopovidona/PVP-I (un yodóforo, complejo de povidona, un polímero soluble en agua, con aniones de triyodado I3-, que contienen aproximadamente un 10% de yodo activo, con el nombre comercial de Betadine), y son bastante mejor tolerados, no afectan negativamente el proceso de curación y dejan un depósito de yodo activo, creando el llamado efecto remanente o persistente. No debe usarse en personas alérgicas a esta substancia.

Las preparaciones iodadas dejan la piel intacta para la preparación quirúrgica. Su efecto oxidante se debe a que se combina de manera irreversible con tirosina y precipita las proteínas bacterianas, además de alterar los ácidos nucleicos y alterar la membrana celular. El Yodo tiene un amplio espectro antimicrobiano ya que afecta a bacterias gram-positivas, bacterias gram-negativas, micobacterias, hongos, virus y protozoarios.

- Merbromina (o Mercurocromo)Utilizada en medicina como antiséptico de uso tópico en pequeñas heridas superficiales, quemaduras, grietas y rozaduras.[2] También en la antisepsia del cordón umbilical[3] y en la antisepsia de heridas de difícil cicatrización, como en úlceras neuropáticas y heridas del pie diabético.[4]

De comercialización común en España, varios países de la UE y muchos países de Iberoamérica (donde su bajo coste es un factor importante). La merbromina no se comercializa en los Estados Unidos desde 1998, cuando la F.D.A. exigió a las empresas manufactureras la aportación de nuevos estudios clínicos o información soporte actualizada de toda una serie de medicamentos a los que por su antigüedad nunca se les habían sido requeridos. No mostrando las empresas farmacéuticas interés en realizar estos nuevos estudios, dados los bajos márgenes comerciales del producto, la F.D.A. retiró el producto de la lista de medicamentos autorizados para la comercialización.
- Dihidrocloruro de octenidinaUn surfactante catiónico derivado del bis-(dihidropiridinil)-decano, usado en concentraciones del 0,1 al 2 %. Es similar en su acción a los Quats, pero tiene un mayor espectro de actividad. La Octenidina está actualmente incrementando su uso en Europa como QAC y substituto de la clorhexidina (debido a su acción lenta y sospechas sobre la impureza carcinógena 4-cloroanilina) en antisépticos basados en agua o alcohol para la piel, mucosa y heridas. En formulaciones acuosas, se potencia a menudo con la adición de 2-fenoxietanol.

- Compuestos de Fenol (ácido fénico o ácido carbólico)El fenol es germicida en solución fuerte, e inhibitorio en soluciones diluidas. Se usa para el lavado aséptico de manos en preoperatorios. Usado en forma de polvo como antiséptico para bebés, espolvoreado en el ombligo para cicatrizarlo. También se usa en enjuagues bucales y pastillas para la garganta, por su efecto analgésico además de antiséptico. Ejemplo: TCP. Otros antisépticos fenólicos son los históricamente importantes, pero hoy día raramente usados (a veces en cirugía dental) son el timol, el obsoleto hexaclorofeno, el todavía usado triclosán y el sodio 3,5-dibromo-4-hidroxibenzenosulfonato (Dibromol).

- Cloruro de sodioUsado como limpiador general, también como enjuague bucal antiséptico. Solo presenta un débil efecto antiséptico, debido a la hiperosmolaridad de la solución por encima del 0,9 por ciento.

- Hipoclorito de sodioUsado antiguamente diluido, neutralizado y combinado con permanganato de potasio en la solución de Daquin. Actualmente se usa solo como desinfectante.

- Permanganato de potasioNo es tan común como los anteriores, pero es de utilidad para prevenir infecciones por hongos (tiñas) e incluso detenerlas en sus primeras etapas. Tiene gran poder antiséptico.

- Solución electrolizada de superoxidación con pH neutro (SES)Su espectro microbicida es amplio con capacidad micobactericida, viricida y bactericida en menos de 5 minutos y esporicida en 10 minutos. El uso clínico de estas soluciones ha demostrado su eficacia y seguridad así como su potencia al mantener los tejidos libres de infección.[6]

- Bis-(fenilmercurio) monohidrogenboratoAntiséptico obsoleto conteniendo mercurio comercializado bajo el nombre Famosept.

Todos los antisépticos son útiles en las técnicas de curación de enfermería, propiciando una mejoría eficaz para el paciente.